# Баратзаде, Зульфугар Ягуб оглы
Зульфугар Баратзаде Ягуб оглы (азерб. Zülfüqar Yaqub oğlu Baratzadə; 8 июль 1931, Гянджа – 11 февраль 1991, Гянджа) — азербайджанский театральный актер, Народный артист Азербайджанской ССР (1981 год).

## Биография
Зульфугар Ягуб оглу Баратзаде родился 8 июля 1931 года в городе Гянджа.
Изначально он работал танцором в Гянджинской государственной филармонии. В 1949 году он вступил в труппу Гянджинского городского театра драмы и комедии. Баратзаде был характерным актёром, завоевавшим широкую популярность у зрителей благодаря своему естественному юмору, основанному на эстетике народного исполнения ролей.
Он скончался 11 февраля 1991 года в возрасте 60 лет.

## Роли
- Миндилли, Барберзаде ("Невеста" и "Счастливчики", Сабит Рахман)
- Гёйюш, Дели Домрул, Динар ("Мужчины", "Дели Домрул" и "Помнишь ли?", Алтай Меммедов)
- Серсери ("Лысый", Назим Хикмет)
- Пастух ("Пери джаду", Абдуррахим бей Хаквердиев)
- Рыбак ("Солнце", Лютфали Гасанов)
- Атобба ("Совесть", Бахтияр Вагабзаде)
- Камран ("Знак любви", Саттар Ахундов)
- Эрнардо ("Лукавый любовник", Лопе де Вега)
- Советник ("Сиявуш", Гусейн Джавид)
- Эмиргулу, Салман, Джамал ("Ясар", "Насреддин шах" и "Алмаз", Джафар Джаббарлы)
- Любовник, Динар, Толстяк ("Мужчины", "Дели Домрул" и "Помнишь ли?..", Алтай Мамедов)
- Мустафа ("Город востока", Энвер Меммедханлы)
- Могнет ("Мехсети Гянджеви", Кямаля Агаева)
- Хебеш ("Лиса и виноград", Фигейредо Гильерме)
- Ага Башир ("Визирь ленкоранского хана", Мирза Фатали Ахундов)
- Нероглан ("Отец невесты", Афган Аскеров)
- Визирь ("Прощай, Индия!", Гейбулла Расулов)
- Насреддин ("Насреддин", Юсиф Азимзаде)
- Чмгыл ("Твоё имя, мой вкус", Сейфеддин Даглы)
- Эффер ("Приходите сюда, невеста", Азиз Несин)
- Хакверди ("Катыр Мамед", Зейнал Халил)
- Уличный исполнитель ("Трёхкопеечная опера", Бертольт Брехт)
- Ипполит ("С легким паром", Эдвард Радзинский и Эльдар Рязанов)
- Главный сенатор, Ричард ("Отелло" и "Ричард III", Уильям Шекспир)
- Мужчина ("Поезда ездят утром", Раймонд Каугвер)
- Иван Петрович ("Серебряные монеты", Александр Островский)
- Князь ("Два брата", Михаил Лермонтов)
- Карим Курд ("Беглец Неби", Сулейман Рустам)
- Махмуд ("Без хлопот", Ахмед Исаев)
- Эйваз ("Отвергнутый", Ильяс Эфендиев)
- Маммед Шафи ("Пропавшая невеста", Алибала Гаджизаде)
- Кристина ("Общественное мнение", Аурель Баранга)
- Прораб ("Семь мальчиков и одна девочка", Ровшан Агаев)
- Каджар ("Вагиф", Самед Вургун)
- Франциск Абель ("Звенящие часы", Освальд Закрадник)

## Звания и награды
- Почетное звание Заслуженная артист Азербайджанской ССР  — 27 декабря 1971 [2]
- Почетное звание Народная артист Азербайджанской ССР — 24 декабря 1981 [3]